# Daniel Conahan

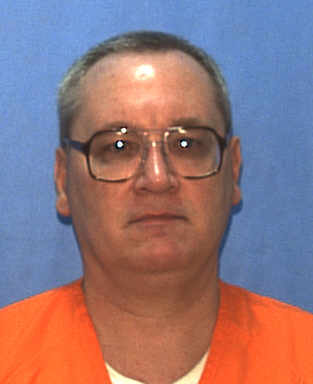
Daniel Conahan

Daniel Owen Conahan, Jr. (* 11. Mai 1954 in Charlotte, North Carolina) ist ein US-amerikanischer Serienmörder, der Mitte der 1990er Jahre mindestens fünf obdachlose Männer an Bäume fesselte, folterte und anschließend tötete und als Hog Trail Murderer bekannt wurde. Er wurde nach 31 Monaten überführt. Den Namen „Hog Trail Murderer“ bekam er, weil alle Opfer in der Nähe von Hog Trails (Trampelpfade von Wildschweinen) im Gebiet von Charlotte und Sarasota County, Florida gefunden wurden.

## Leben
Kurz nach seiner Geburt zogen seine Eltern mit ihm nach Punta Gorda, Florida. Er schloss die Miami Norland High School 1973 ab und trat 1977 in die US Navy ein, wo er in der United States Naval Base in Great Lake, Illinois stationiert wurde. 1978 wurde er wegen sexueller Belästigung aus dem Militär entlassen, worauf er die nächsten 13 Jahre in Chicago lebte und verschiedene Jobs annahm. 1993 zog er zurück zu seinen Eltern und absolvierte einen Krankenpflegerkurs in Port Charlotte, um sie pflegen zu können.

## Mordserie
Am 1. Februar 1994 fanden zwei Jäger eine verweste männliche Leiche in Charlotte County. Obwohl ein Phantombild des Toten in den Zeitungen erschien, blieb die Identität des Opfers unbekannt und der Fall wurde zunächst zu den Akten gelegt. Am 1. Januar 1996 fand ein Hund in North Port einen Totenschädel, worauf der Halter des Hundes die Polizei alarmierte. Nachdem das umliegende Gelände abgesucht worden war, fand die Polizei auch den Körper einer unbekannten Person. Am 7. März 1996 entdeckte ein Autofahrer in North Port eine unbekannte Männerleiche. Am 16. März 1998 und am 30. Juni 1999 konnten zwei der Leichen als William Charles Patten (24) und William John Melaragno (36) identifiziert werden.
Da allen drei Leichen die Genitalien entfernt wurden, die Leichen nicht weit voneinander entfernt entdeckt wurden und bei den Fundorten Einkerbungen von Stricken an den Bäumen gefunden wurden, an denen die Opfer gefesselt waren, nahmen die Ermittler an, dass es sich um einen sexuell pervers motivierten Serienmörder handeln könnte. Am 16. April 1996 wurde eine vierte Leiche von einem Landvermesser gefunden. Als die Polizei die nähere Umgebung absuchte, fand sie eine weitere Leiche. Die Ermittler stellten fest, dass dieser Mann 12 Stunden zuvor ermordet wurde.
Am 17. April 1996 wurde eine Task Force mit Beamten vom Charlotte County Sheriff´s Office, dem North Port Police Department, des Florida Department of Law Enforcement und Staatsanwälten der Countys Charlotte und Sarasota gegründet. Anhand von Fingerabdrücken konnte der fünfte Tote als Richard Allen Montgomery identifiziert werden. Der 21-Jährige lebte in Punta Gorda und war vorbestraft. Seine Mutter sagte aus, dass er sich mit einem Mann treffen wollte, der für Geld Fotos von ihm machen wollte. Inzwischen wurde am Torso des vierten Opfers ein Tattoo sichergestellt und veröffentlicht. Der Tote wurde als der 25-jährige obdachlose, drogen- und alkoholabhängige Kenneth Lee Smith identifiziert. Die Ermittler vermuteten, dass der Täter sich eine Menschengruppe aussuchte, deren Verschwinden wenig auffällig ist.
Am 8. Mai 1996 meldete sich David Allen Payton bei der Polizei und sagte aus, dass er am 5. März 1995 auf dem Nachhauseweg von einer Bar von Daniel Conahan zur Mitfahrt eingeladen wurde und dieser Nacktfotos von ihm machen wollte, was Payton jedoch ablehnte. Als Payton nach einer Autopanne zufällig eine Tasche mit Klebeband, Seilen, einer Plane und einem Messer auf dem Rücksitz entdeckte, flüchtete er mit dem fremden Wagen, als dieser wieder frei war. Dies brachte ihm eine Haftstrafe ein. Am 7. Juni 1996 gab der Häftling Stanley Burden (26) an, sich am 15. August 1994 mit einem Mann namens Dan getroffen zu haben, um für Geld Nacktfotos zu machen. Dieser habe ihn an einen Baum gefesselt, sich sexuell an ihm vergriffen und soll versucht haben, ihn zu erdrosseln. Weil ein Auto vorbeifuhr, flüchtete Dan, worauf sich Burden befreien konnte. Auf einem Foto identifizierte er Dan als Daniel Conahan.

## Verfahren
Nach den Berichten geriet Conahan ins Visier der Fahnder, die anhand seiner Kreditkartenabrechnungen feststellten, dass er mehrere Messer, Klebebänder, Stricke, Zangen und Kameras gekauft hatte. Er wurde vorläufig wegen Entführung und versuchten Mordes an Stanley Burden festgenommen. In der Zwischenzeit nahm die Polizei Lackproben seines Autos und durchsuchte seine Wohnung, fand jedoch kein belastendes Material, worauf er wieder freigelassen wurde.
Nach einer erneuten Durchsuchung der Leichen fand die Polizei  Lacksplitter von Conahans Fahrzeug am Körper von Richard Montgomery. Auch stimmten Fasern von einem Baum mit Handschuhen aus seinem Haus überein. Am 3. Juli 1996 wurde Conahan erneut verhaftet. Am 17. August 1999 wurde er von Richter William Blackwell wegen Entführung und mehrfachen Mordes zum Tode verurteilt. Conahan ging in Berufung und wurde am 3. November 1999 erneut zum Tode verurteilt. Im September 2001 ging er erneut in Berufung gegen sein Todesurteil, die aber am 16. Januar 2003 abgelehnt wurde. Seine Hinrichtung steht noch aus.
Am 22. Mai 1997, am 19. Oktober 2000, im Januar 2001 und am 6. Januar 2002 wurden noch sechs weitere Leichen im Umkreis entdeckt, die auf ähnliche Art und Weise ermordet wurden. Ein Zusammenhang mit den früheren Morden konnte jedoch nicht nachgewiesen werden.